# (13350) Gmelin
(13350) Gmelin (1998 ST144) – planetoida z pasa głównego asteroid okrążająca Słońce w ciągu 5,74 lat w średniej odległości 3,2 j.a. Odkryta 20 września 1998 roku.